# Pustevny
Pustevny (en allemand Pustewny) est un skansen situé près de Frenštát pod Radhoštěm dans la région de Zlín, dans l'est de la République tchèque.
Pustevny désigne également une petite station de ski qui a été développée dès 1940, avec la construction du télésiège Ráztoky-Pustevny - cette remontée mécanique était alors une première mondiale.